# Jackson Osei Bonsu
Jackson Osei Bonsu (ur. 3 marca 1981 roku) – belgijski bokser wagi junior średniej. Były Mistrz Europy kategorii półśredniej.

## Początki kariery zawodowej
27 października 2001 roku, w wieku 20 lat, Jackson Osei Bonsu w swoim zawodowym debiucie, pokonał w pierwszej rundzie przez nokaut Dominique'a Van der Steene'a.
25 grudnia 2002 Bonsu w swojej ósmej zawodowej walce poniósł pierwszą porażkę. W dziesiątej rundzie przegrał przez techniczny nokaut z Abdelem Mehidi. Stawką pojedynku był zawodowy tytuł Mistrza Belgii w kategorii półśredniej.
1 listopada 2003 Jackson Osei Bonsu zdobył tytuł Mistrza Belgii w kategorii półśredniej, pokonując w ósmej rundzie, przez nokaut Davida Sarraillea.
22 lutego 2005 Bonsu znokautował w piątej rundzie Mikhaiła Kriwolapowa, zdobywając Mistrzostwo Świata federacji IBC, w kategorii półśredniej.

## Tytuł Mistrza Europy
25 lutego 2007 Belg zdobył wakujący pas Mistrza Europy, federacji EBU, zwyciężając w ósmej rundzie przez nokaut Nordine'a Mouchiego.
17 września 2008 Jackson Osei Bonsu, w swojej piątej obronie tytułu Mistrza Europy federacji EBU, zmierzył się z Rafałem Jackiewiczem. Po dwunastu rundach sędziowie wypunktowali jednogłośnie zwycięstwo Polaka, stosunkiem 112:116, 110:117 i 113:114. W siódmej rundzie Bonsu zaliczył nokdaun.

## Pojedynek o Mistrzostwo Świata WBC
20 grudnia 2008 Bonsu pokonał w dwunastorundowym pojedynku Carlos Manuel Baldomir, decyzją większości dwa do remisu (114:113, 114:112 na korzyść Belga oraz 113:113). Pojedynek miał status oficjalnego eliminatora do walki z Selçukiem Aydınem o tytuł Mistrza Świata federacji WBC.
11 lipca 2009 Jackson Osei Bonsu przegrał w dziewiątej rundzie, przez nokaut, z Selçukiem Aydınem w pojedynku o tytuł Mistrza Świata federacji WBC oraz wakujący tytuł Mistrza Europy EBU.

## Dalsza kariera
28 maja 2012 Bonsu znokautował w czwartej rundzie Sebastiana Skrzypczyńskiego.
21 września 2012 Bonsu zdobył wakujący tytuł Mistrza Unii Europejskiej, federacji EBU, w kategorii lekkośredniej, pokonując po dwunastu rundach, jednogłośnie na punkty Jimmy'ego Colasa. 
8 grudnia 2012 Jackson Osei Bonsu przegrał po dziesięciorundowej walce z Damianem Jonakiem, stosunkiem punktowym 91:99, 90:98 oraz 90:99. Był to 50 pojedynek Belga na zawodowym ringu.